# مگان بلانک
مگان بلانک (انگلیسی: Megan Blunk؛ زادهٔ ۱۲ سپتامبر ۱۹۸۹) ورزشکار بسکتبال با ویلچر و از برندگان مدال طلا پارالمپیک اهل ایالات متحده آمریکا است.

## جوایز
وی در مسابقات کشوری و بین‌المللی در مجموع برندهٔ ۱ مدال طلا شده است.